# Dehydrochlorierung
| Dehydrochlorierung                                               |
| Bildung eines Alkens durch β-Eliminierung                        |
| Bildung eines Oxirans durch 1,3-Dehydrochlorierung               |
| Bildung eines Thiirans durch 1,3-Dehydrochlorierung              |
| Bildung eines Oxirans durch 1,3-Dehydrochlorierung               |
| Bildung eines Vinylchlorid-Derivats durch 1,2-Dehydrochlorierung |
| Bildung eines Ketens durch 1,3-Dehydrochlorierung                |

Eine Dehydrochlorierung ist in der organischen Chemie eine Eliminierungsreaktion – häufig eine β-Eliminierungsreaktion oder β-Eliminierung – oder eine intramolekulare Substitutionsreaktion. Unter Abspaltung je eines Wasserstoff- und eines Chloratoms aus derselben Verbindung entsteht ein Alken (bei 1,2-Stellung von Wasserstoff- und Chloratom), ein Cyclopropanderivat (bei 1,3-Stellung von Wasserstoff- und Chloratom) oder eine heterocyclische Verbindung. Bei der Dehydrochlorierung wird also Chlorwasserstoff unter Einwirkung von Basen abgespalten. Als Basen benutzt man Alkalilaugen, Amine, Alkylamide oder heterocyclische Stickstoffverbindungen, wie z. B.  1,5-Diazabicyclo[4.3.0]non-5-en (DBN).
Aus 1,2- oder 1,1-Dichlorverbindungen kann man unter Einwirkung von alkoholischer Kalilauge Chlorvinyl-Verbindungen synthetisieren. Bei geeignetem Substitutionsmuster und harscheren Reaktionsbedingungen erfolgt nachfolgend eine zweite Dehydrochlorierung unter Bildung von Alkinen.
Weitere Beispiele für Dehydrochlorierungen unter Einwirkung einer Base:
- Bildung von Oxiranen aus β-Chloralkanolen
- Bildung von Oxetanen aus γ-Chloralkanolen
- Bildung von Aziridinen aus β-Chloraminen
- Bildung von Azetidinen aus γ-Chloraminen
- Bildung von Thiiranen aus β-Chlorthioalkanolen
- Bildung von Ketenen aus Carbonsäurechloriden mit einem Wasserstoffatom am α-Kohlenstoffatom[4]

Die Bildung des reaktionsfreudigen und instabilen Didehydrobenzols (ein Arin) aus Chlorbenzol ist auch eine Dehydrochlorierung.

## Reaktionsmechanismus
Man unterscheidet zwischen der monomolekularen Eliminierung (E1) und der bimolekularen Eliminierung (E2). Daneben gibt es noch den Carbanion- oder  E1cB-Mechanismus nach dem derartige β-Eliminierungen ablaufen können.